# Alfa Romeo 2000 Bertone Sportiva
L'Alfa Romeo 2000 Sportiva è una concept car prodotta dalla casa automobilistica italiana Alfa Romeo in collaborazione con la carrozzeria Bertone nel 1954. Sebbene sviluppata per essere costruita in una piccola serie, ne furono prodotte solo quattro: due coupé e due spider, entrambe con carrozzerie disegnate da Franco Scaglione e realizzate dalla Bertone.

## Storia del modello

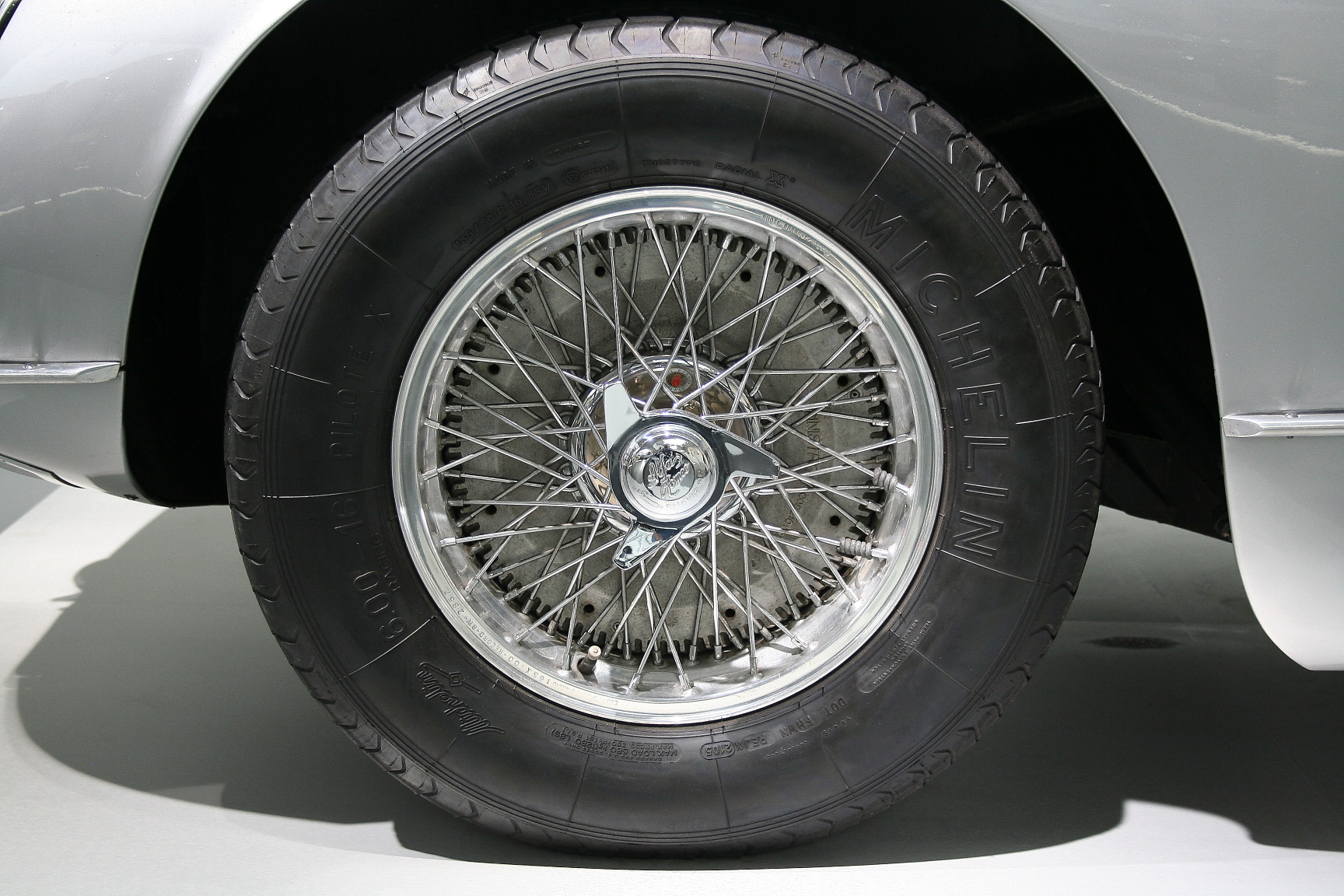
La ruota a raggi della 2000 Sportiva

Nel 1954 l'Alfa Romeo mise a frutto le esperienze fatte con la Disco Volante realizzando il progetto 2000 Sportiva, che avrebbe dovuto essere una veloce gran turismo con cui i clienti sportivi avrebbero anche gareggiato. Sin dall'inizio il progetto prevede sia la coupé sia la spider, entrambe con la classica configurazione a motore anteriore e trazione posteriore.
La 2000 Sportiva si basa sul telaio tubolare della Disco Volante, ma con passo accorciato a 2200 mm, su cui sono montate sospensioni anteriori a ruote indipendenti, con quadrilateri deformabili, molle elicoidali e ammortizzatori idraulici telescopici coassiali, e posteriori a ponte De Dion, con parallelogramma di Watt, molle elicoidali e ammortizzatori idraulici telescopici coassiali. I freni sono a tamburo su tutte le ruote, ben alettati per favorire il raffreddamento, con i posteriori entrobordo montati all'uscita del differenziale mentre i cerchi sono a raggi Borrani da 16".
Il motore 4 cilindri in linea deriva da quello della 1900 Super, con monoblocco in ghisa e testata bialbero in lega leggera, ma raggiunge i 138 CV a 6500 giri/min grazie alle modifiche studiate per la Disco Volante. In particolare il rapporto di compressione arriva a 9:1, l’alesaggio sale da 84,5 mm a 85 mm e la cilindrata fino a 1997 cm3, la lubrificazione è a carter secco e l'alimentazione è affidata a due carburatori Weber 50 DCO3. Il cambio, in blocco con il motore, è a 5 marce tutte sincronizzate.

### La 2000 Sportiva Coupé
Per la carrozzeria del nuovo modello l'Alfa Romeo si rivolge alla carrozzeria Bertone. Bertone affida il compito al suo designer di punta, Franco Scaglione, che aveva appena finito la prima B.A.T. e disegna una linea innovativa che segue le più avanzate teorie aerodinamiche. Infatti il frontale affilato ha una bassa apertura ovale, che ingloba lo scudetto Alfa Romeo, prese d'aria per il raffreddamento dei freni, fanali carenati ed è privo dei paraurti, sostituiti da una sottile modanatura cromata che corre tutto intorno all'auto. La fiancata è caratterizzata da due spigoli, il primo parte dal passaruota anteriore, terminando sulla maniglia della porta, e il secondo sottolinea quello posteriore, e da un originale sottoporta bombato per smaltire meglio il calore dello scarico. Il posteriore è la parte che somiglia di più alla futura Giulietta Sprint, con il lunotto posteriore panoramico allungato verso la coda rastremata e pinne stabilizzatrici sulla sommità delle quali sono montati i fanalini posteriori.
Gli interni sono semplici ma eleganti e ben rifiniti, come ci si aspetta da una granturismo fuoriserie. I sedili e i pannelli delle porte sono rivestiti in tessuto chiaro e vinile rosso, come è rossa anche la moquette che riveste il pavimento e il tunnel della trasmissione. La guida è a destra e dietro il volante a tre razze in alluminio con corona in legno sono alloggiati gli strumenti principali e secondari, tutti circolari, il tachimetro/contachilometri e il contagiri più grandi e gli indicatori del livello della benzina e delle temperature di acqua e olio più piccoli. I comandi secondari sono sistemati al centro del cruscotto coperto con un rivestimento opaco nella parte superiore e verniciato del colore della carrozzeria in quella inferiore, due metà separate da un listello cromato. I cristalli, eccetto il parabrezza, sono tutti in plexiglas con i finestrini anteriori scorrevoli e posteriori apribili a compasso.
Grazie alla carrozzeria aerodinamica e leggera, realizzata in alluminio e pesante solo 915 kg, la coupé può toccare i 220 km/h.

### La 1900 Sport Spider

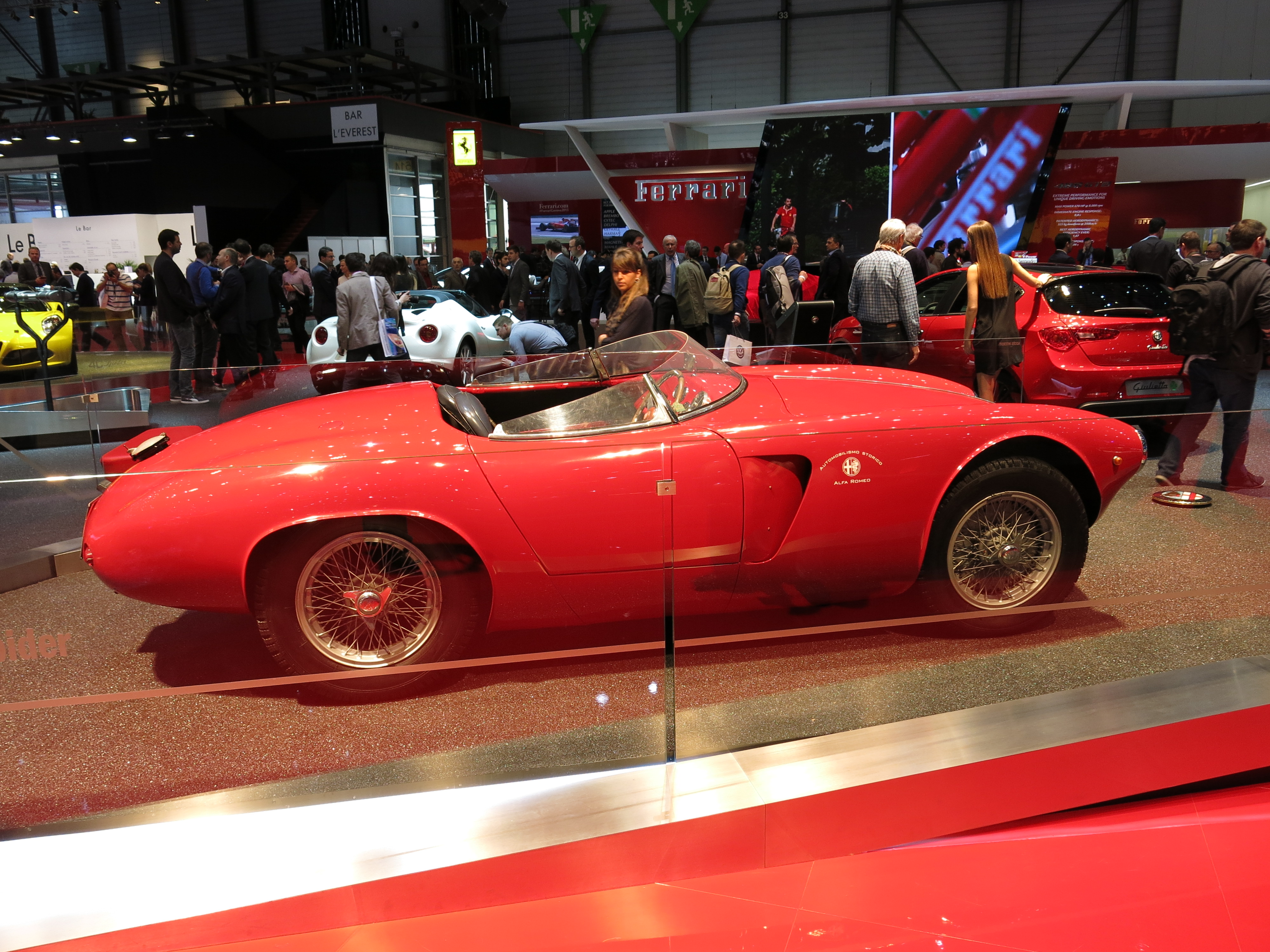
Alfa Romeo 1900 Sport Spider

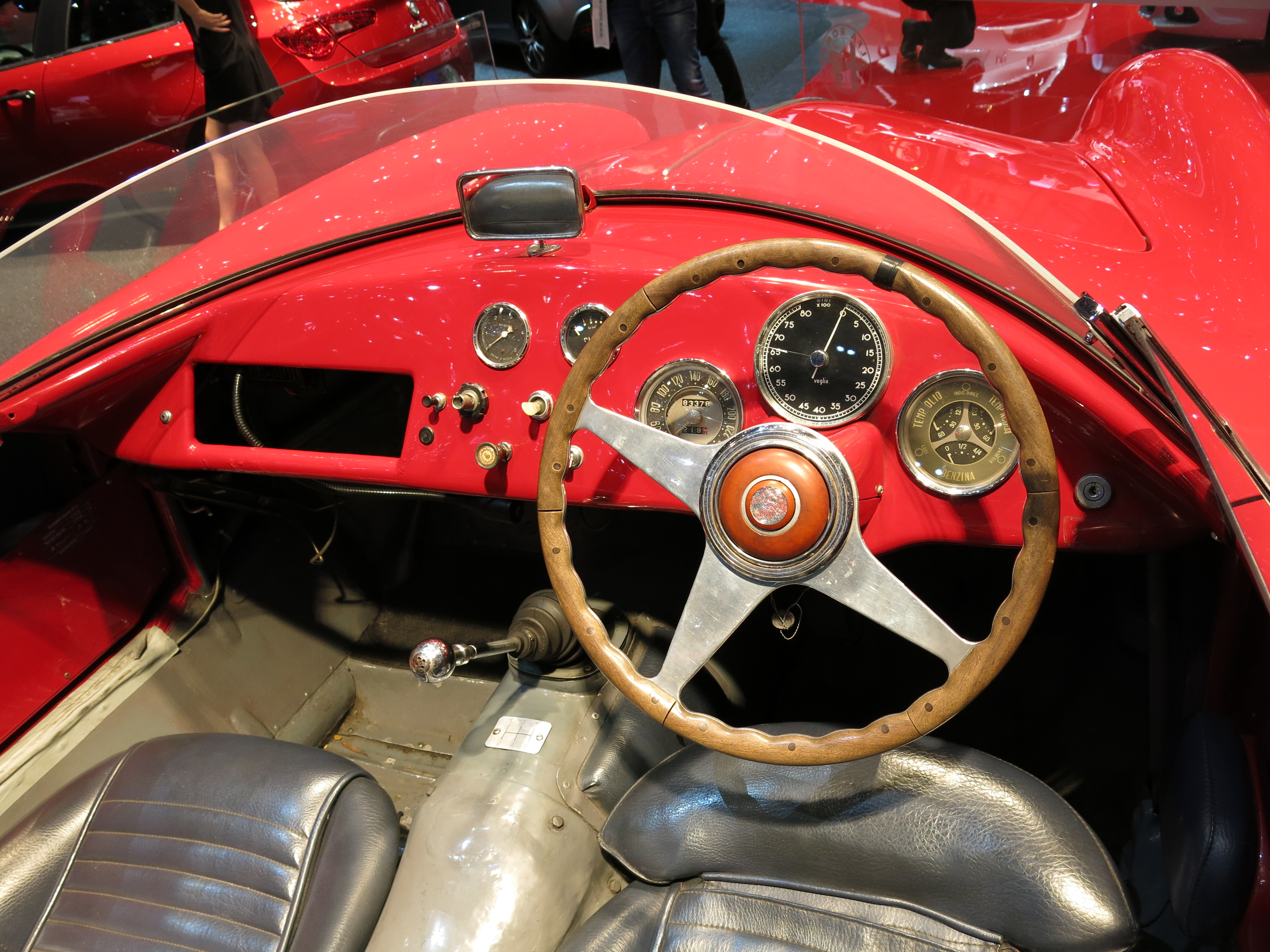
Gli interni

La versione scoperta, nota anche come 1900 Sport Spider, riprende in toto la meccanica della coupé ma con una carrozzeria molto diversa, simile a quella della coeva Arnolt-Bristol; sempre disegnata da Franco Scaglione e realizzata dalla Bertone. Il frontale affilato è dotato di una bassa apertura per il raffreddamento che ingloba lo scudetto ma non lo stemma Alfa Romeo, posto sul cofano, e di fanali anteriori circolari posti sulla sommità dei parafanghi, non carenati. La fiancata liscia è caratterizzata da un originale sottoporta alettato per smaltire meglio il calore dello scarico laterale e da una "taglio" davanti alla portiera per lo sfogo dell'aria calda dai freni anteriori. Sulla coda tondeggiante sono sistemati il portatarga e i fanalini mentre al posto del bagagliaio vi è il tappo del serbatoio in alluminio.
Gli interni sono semplici ed essenziali, votati alla sportività. I sedili sono rivestiti in vinile scuro mentre è assente il rivestimento su pavimento e tunnel della trasmissione. La guida è a destra e dietro il volante a tre razze in alluminio con corona in legno sono alloggiati gli strumenti principali, con il contagiri meccanico Jaeger al centro, a sinistra il tachimetro/contachilometri e a destra gli indicatori del livello della benzina e delle temperature di acqua e olio. I comandi e gli indicatori secondari circolari sono sistemati al centro del cruscotto verniciato del colore della carrozzeria e dotato di un appiglio di fronte al sedile del passeggero. I cristalli sono tutti in plexiglas e degradano verso il posteriore.

## La produzione
Nonostante sia stata testata a lungo a partire dal 1954 la 2000 Sportiva non venne poi prodotta in serie, neanche nei 100 esemplari previsti in partenza. Ufficialmente non è mai stata data nessuna spiegazione anche se il successo della nuova "piccola" Giulietta Sprint sul mercato delle Giulietta Sprint Veloce e 1900C SS Zagato nelle gare, uniti all'elevato costo di produzione e vendita, probabilmente spinsero la dirigenza a fermare il progetto dopo solo quattro prototipi costruiti.
Tuttavia le esperienze fatte con questi prototipi sono comunque servite alla Bertone e all'Alfa Romeo. Per realizzare il posteriore della celeberrima Alfa Romeo Giulietta Sprint prodotta in serie, in particolare tutta la coda e il lunotto posteriore allungato, Scaglione ha sicuramente rielaborato i concetti della 2000 Sportiva coupé. L'Alfa Romeo, oltre che per test su pneumatici e aerodinamica, usò la 2000 Sportiva anche alla fine degli anni '60 per testare la sospensione posteriore De Dion con parallelogramma di Watt da adottare sulle future vetture stradali, scegliendola per tutte le Alfetta, e derivate, prodotte dal 1972 in poi.
I primi due spider hanno subito destini diversi. Pare che la prima abbia subito una lunga serie di test aerodinamici in pista e che sia stata demolita alla fine di questo servizio. La seconda, dopo aver partecipato alla cronoscalata Vermicino – Rocca di Papa, vicino a Roma, con Consalvo Sanesi alla guida, classificandosi seconda assoluta e vincendo la sua classe, viene conservata dalla casa.

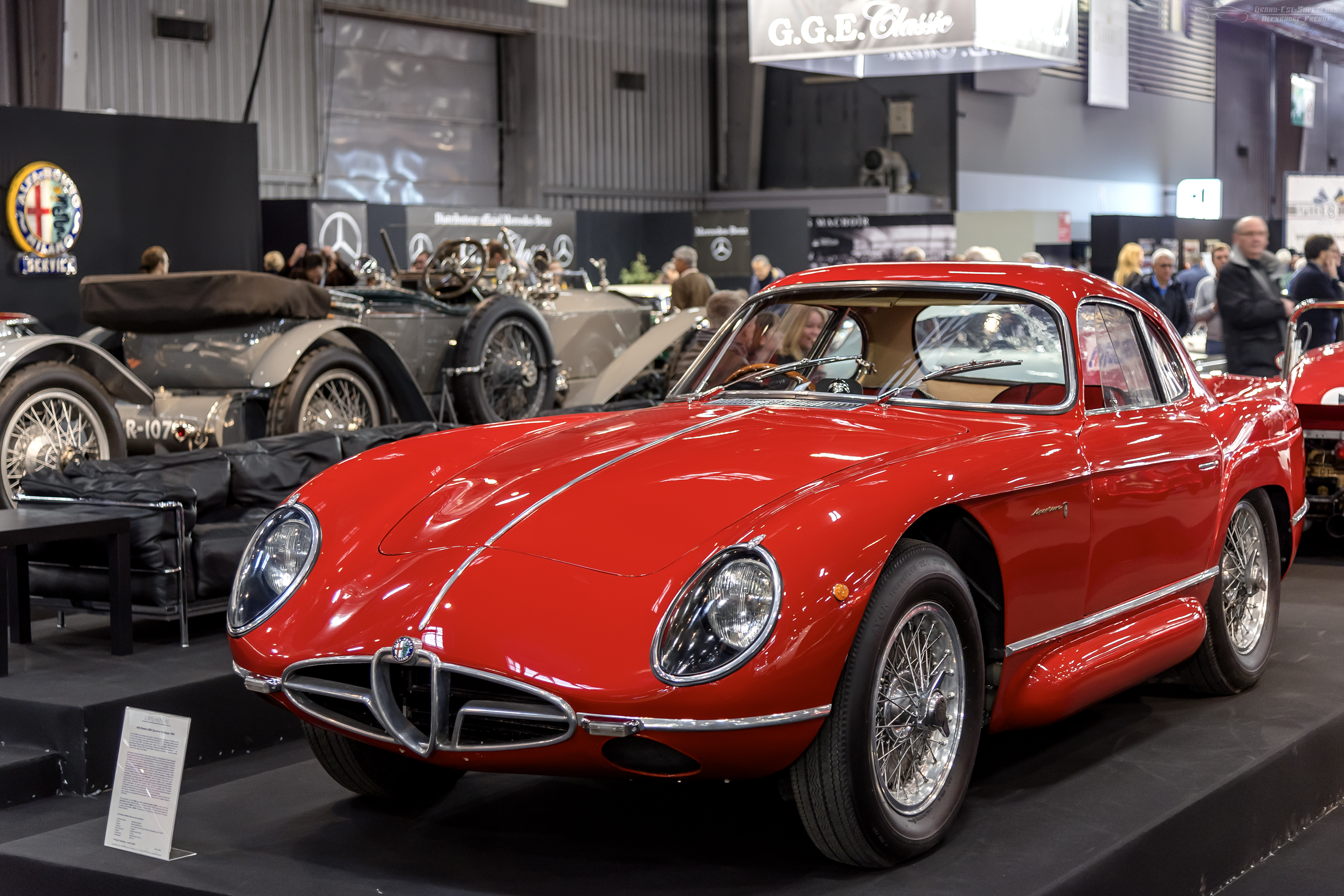
L'Alfa Romeo 2000 Sportiva rossa

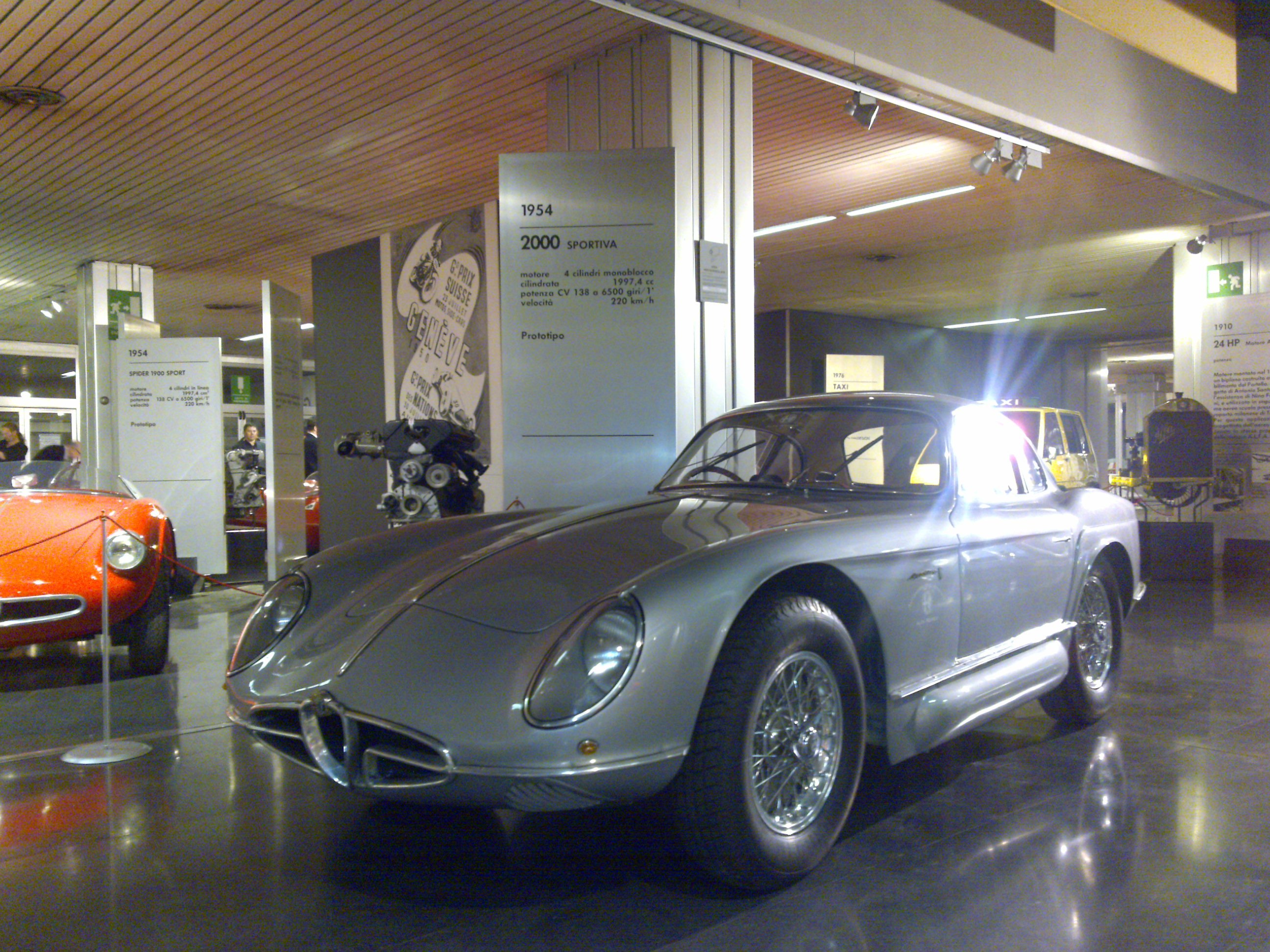
La coupé argento e la spider superstite al vecchio Museo Storico

Le due coupé invece hanno una storia conosciuta. Si differenziano tra loro per pochi dettagli, in particolare per il colore, argento metallizzato e rosso, e per il taglio dei passaruota posteriori, più netto sulla coupé rossa. Anche queste vetture vennero testate a lungo, quella rossa venne anche esposta al Salone dell'Automobile di Torino 1956 insieme alla nuova Giulietta Sprint Veloce, che proprio in quei giorni stava vincendo la sua classe alla Mille Miglia, per poi venire conservate dalla casa. Nel 1971 le loro strade si divisero perché la coupé rossa venne scambiata con una delle prime Alfa Romeo prodotte, un'ALFA 20-30 HP, da esporre nel nascente Museo Storico insieme alla coupé argento, rimasta nelle mani della casa; dopo vari passaggi in giro per il mondo ora si trova nelle mani di un collezionista svizzero.
Ancora oggi la coupé argento metallizzato e la spider rossa fanno parte della collezione del Museo Storico Alfa Romeo e sono mantenute in perfetta efficienza, partecipando regolarmente agli eventi riservati alle auto storiche.